# مذبحة نوفي ألدي
مذبحة نوفي ألدي هي مذبحة قامت بها أفراد من القوات البرية الروسية حيث قاموا بإعدام عشرات الأشخاص دون محاكمة في ضاحية نوفي ألدي في غروزني عاصمة الشيشان أثناء عملية تطهير أجريت في 5 فبراير 2000 بعد فترة قصيرة من انتهاء معركة غروزني، قُتل ما بين 60 إلى 82 شخص من المدنيين وأٌغتصبت 6 نساء على الأقل كما تم حرق العديد من المنازل ، وسرقة ممتلكات مدنية بطريقة منظمة.